# Richmond (Texas)
Richmond é uma cidade localizada no estado norte-americano do Texas, no Condado de Fort Bend.

## Demografia
Segundo o censo norte-americano de 2000, a sua população era de 11.081 habitantes.
Em 2006, foi estimada uma população de 13.660, um aumento de 2579 (23.3%).

## Geografia
De acordo com o United States Census Bureau tem uma área de
10,2 km², dos quais 9,6 km² cobertos por terra e 0,6 km² cobertos por água. Richmond localiza-se a aproximadamente 32 m acima do nível do mar.

## Localidades na vizinhança
O diagrama seguinte representa as localidades num raio de 12 km ao redor de Richmond.